# Eleutherobia unicolor
Eleutherobia unicolor is een zachte koraalsoort uit de familie Alcyoniidae. De koraalsoort komt uit het geslacht Eleutherobia. Eleutherobia unicolor werd in 1906 voor het eerst wetenschappelijk beschreven door Kükenthal. 